# Valaská Belá
Valaská Belá és un poble i municipi d'Eslovàquia que es troba a la regió de Trenčín. La primera menció escrita de la vila es remunta al 1324.

## Demografia
| Godina             | 1994 | 2004    | 2014   | 2024    |
| ------------------ | ---- | ------- | ------ | ------- |
| Nombre de persones | 2599 | 2327    | 2171   | 1905    |
| Diferència         |      | −10,46% | −6,70% | −12,25% |

| Godina             | 2023 | 2024   |
| ------------------ | ---- | ------ |
| Nombre de persones | 1946 | 1905   |
| Diferència         |      | −2,10% |